# Liste des sénateurs des États-Unis pour l'Arkansas
Cet article dresse la liste des membres du Sénat des États-Unis élus de l'État de l'Arkansas depuis son admission dans l'Union le 15 juin 1836.

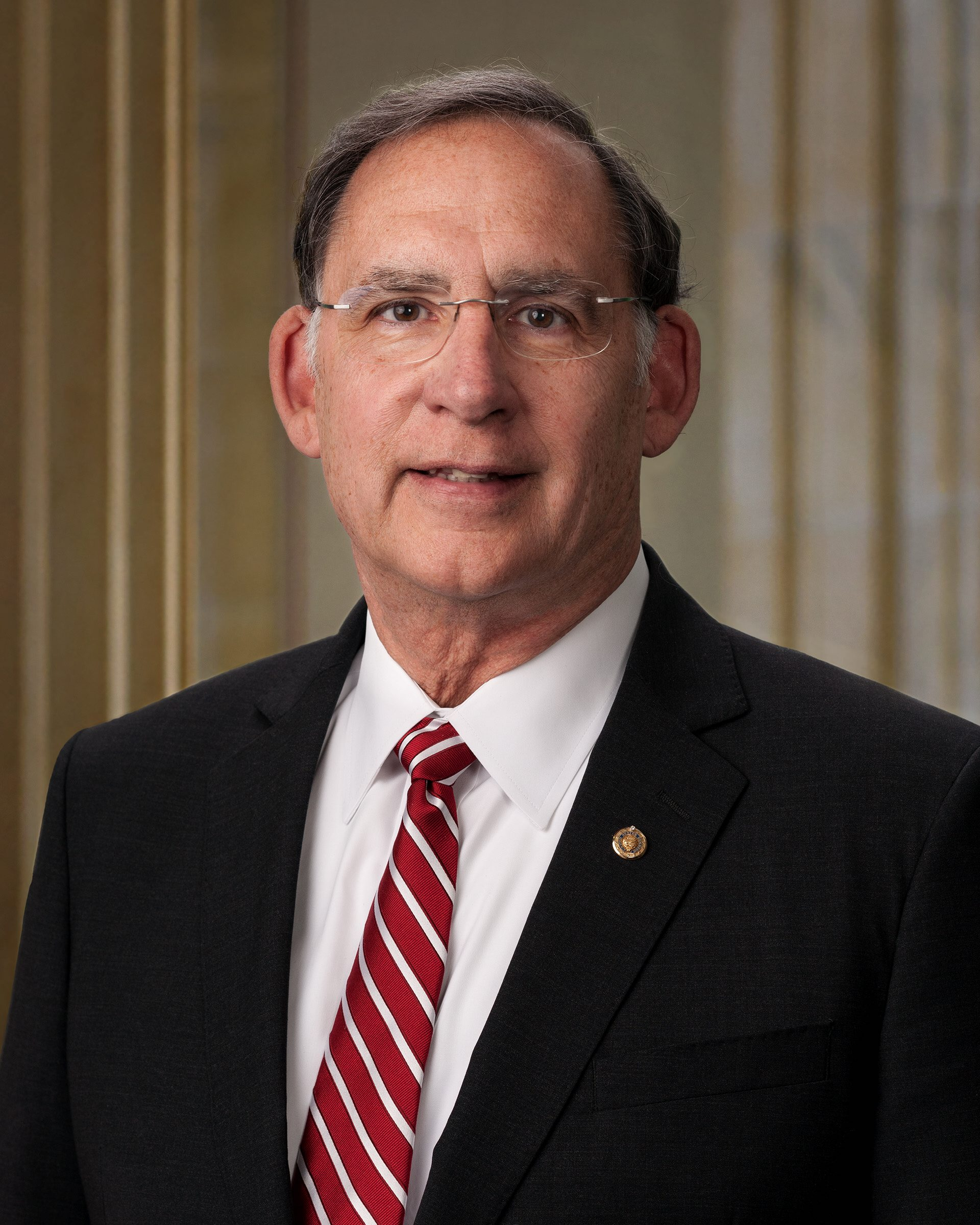
John Boozman (R), sénateur depuis 2011.
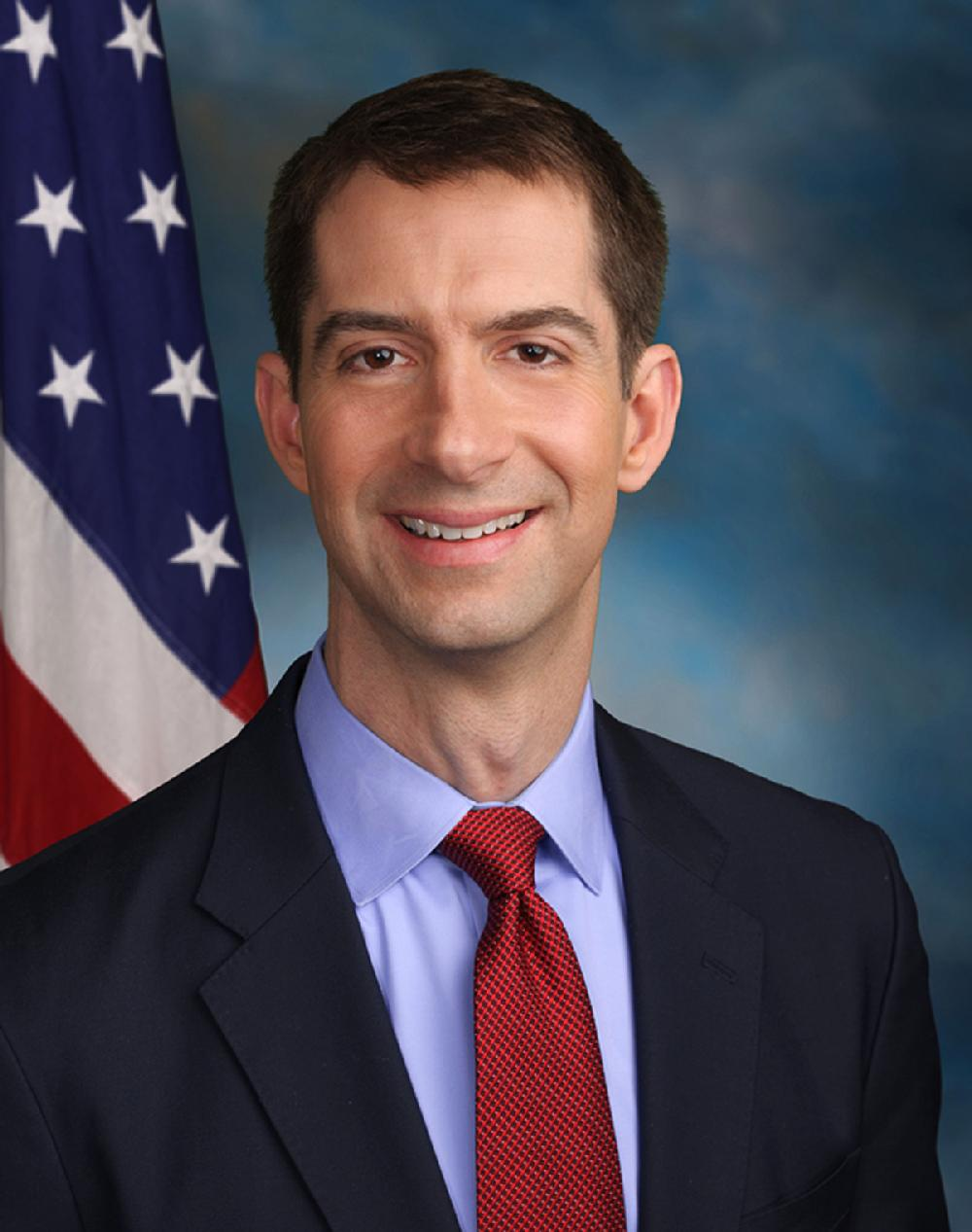
Tom Cotton (R), sénateur depuis 2015.

## Élections
Les deux sénateurs sont élus au suffrage universel direct pour un mandat de six ans. Les prochaines élections auront lieu en novembre 2026 pour le siège de la classe II et en novembre 2022 pour le siège de la classe III.

## Liste des sénateurs
| Sénateur de classe II | Sénateur de classe II                  | Sénateur de classe II | Congrès                              | Sénateur de classe III | Sénateur de classe III              | Sénateur de classe III |
| --- | -------------------------------------- | --------------------- | ------------------------------------ | ---------------------- | ----------------------------------- | ---------------------- |
| | William S. Fulton (démocrate)          |                       | 24e (1835-1837)                      |                        | Ambrose H. Sevier (en) (démocrate)  |                        |
| 25e (1837-1839) | William S. Fulton (démocrate)          |                       |                                      |                        | Ambrose H. Sevier (en) (démocrate)  |                        |
| 26e (1839-1841) | William S. Fulton (démocrate)          |                       |                                      |                        | Ambrose H. Sevier (en) (démocrate)  |                        |
| 27e (1841-1843) | William S. Fulton (démocrate)          |                       |                                      |                        | Ambrose H. Sevier (en) (démocrate)  |                        |
| 28e (1843-1844) | William S. Fulton (démocrate)          |                       |                                      |                        | Ambrose H. Sevier (en) (démocrate)  |                        |
| | Chester Ashley (en) (démocrate)        |                       | 28e (1844-1845)                      |                        | Ambrose H. Sevier (en) (démocrate)  |                        |
| 29e (1845-1847) | Chester Ashley (en) (démocrate)        |                       |                                      |                        | Ambrose H. Sevier (en) (démocrate)  |                        |
| 30e (1847-1848) | Chester Ashley (en) (démocrate)        |                       |                                      |                        | Ambrose H. Sevier (en) (démocrate)  |                        |
| | William K. Sebastian (démocrate)       |                       | 30e (1848-1849)                      |                        | Solon Borland (démocrate)           |                        |
| 31e (1849-1851) | William K. Sebastian (démocrate)       |                       |                                      |                        | Solon Borland (démocrate)           |                        |
| 32e (1851-1853) | William K. Sebastian (démocrate)       |                       |                                      |                        | Solon Borland (démocrate)           |                        |
| 33e (1853) | William K. Sebastian (démocrate)       |                       |                                      |                        | Solon Borland (démocrate)           |                        |
| 33e (1853-1855) | William K. Sebastian (démocrate)       |                       | Robert W. Johnson (en) (démocrate)   |                        |                                     |                        |
| 34e (1855-1857) | William K. Sebastian (démocrate)       |                       | Robert W. Johnson (en) (démocrate)   |                        |                                     |                        |
| 35e (1857-1859) | William K. Sebastian (démocrate)       |                       | Robert W. Johnson (en) (démocrate)   |                        |                                     |                        |
| 36e (1859-1861) | William K. Sebastian (démocrate)       |                       | Robert W. Johnson (en) (démocrate)   |                        |                                     |                        |
| 37e (1861) | William K. Sebastian (démocrate)       |                       | Charles B. Mitchel (en) (démocrate)  |                        |                                     |                        |
| Durant la guerre de Sécession, l'Arkansas rejoint les États confédérés d'Amérique. Il n'élit donc plus de sénateur au Congrès des États-Unis (de juillet 1861 à juin 1868). |                                        |                       |                                      |                        |                                     |                        |
| | Alexander McDonald (en) (républicain)  |                       | 40e (1868-1869)                      |                        | Benjamin F. Rice (en) (républicain) |                        |
| 41e (1869-1871) | Alexander McDonald (en) (républicain)  |                       |                                      |                        | Benjamin F. Rice (en) (républicain) |                        |
| | Powell Clayton (républicain)           |                       | 42e (1871-1873)                      |                        | Benjamin F. Rice (en) (républicain) |                        |
| 43e (1873-1875) | Powell Clayton (républicain)           |                       | Stephen W. Dorsey (en) (républicain) |                        |                                     |                        |
| 44e (1875-1877) | Powell Clayton (républicain)           |                       | Stephen W. Dorsey (en) (républicain) |                        |                                     |                        |
| | Augustus Garland (démocrate)           |                       | Stephen W. Dorsey (en) (républicain) | 45e (1877-1879)        |                                     |                        |
| 46e (1879-1881) | Augustus Garland (démocrate)           |                       | James D. Walker (en) (démocrate)     |                        |                                     |                        |
| 47e (1881-1883) | Augustus Garland (démocrate)           |                       | James D. Walker (en) (démocrate)     |                        |                                     |                        |
| 48e (1883-1885) | Augustus Garland (démocrate)           |                       | James D. Walker (en) (démocrate)     |                        |                                     |                        |
| 49e (1885) | Augustus Garland (démocrate)           |                       | James K. Jones (démocrate)           |                        |                                     |                        |
| | James H. Berry (démocrate)             |                       | James K. Jones (démocrate)           | 49e (1885-1887)        |                                     |                        |
| 50e (1887-1889) | James H. Berry (démocrate)             |                       | James K. Jones (démocrate)           |                        |                                     |                        |
| 51e (1889-1891) | James H. Berry (démocrate)             |                       | James K. Jones (démocrate)           |                        |                                     |                        |
| 52e (1891-1893) | James H. Berry (démocrate)             |                       | James K. Jones (démocrate)           |                        |                                     |                        |
| 53e (1893-1895) | James H. Berry (démocrate)             |                       | James K. Jones (démocrate)           |                        |                                     |                        |
| 54e (1895-1897) | James H. Berry (démocrate)             |                       | James K. Jones (démocrate)           |                        |                                     |                        |
| 55e (1897-1899) | James H. Berry (démocrate)             |                       | James K. Jones (démocrate)           |                        |                                     |                        |
| 56e (1899-1901) | James H. Berry (démocrate)             |                       | James K. Jones (démocrate)           |                        |                                     |                        |
| 57e (1901-1903) | James H. Berry (démocrate)             |                       | James K. Jones (démocrate)           |                        |                                     |                        |
| 58e (1903-1905) | James H. Berry (démocrate)             |                       | James P. Clarke (démocrate)          |                        |                                     |                        |
| 59e (1905-1907) | James H. Berry (démocrate)             |                       | James P. Clarke (démocrate)          |                        |                                     |                        |
| | Jefferson Davis (démocrate)            |                       | James P. Clarke (démocrate)          | 60e (1907-1909)        |                                     |                        |
| 61e (1909-1911) | Jefferson Davis (démocrate)            |                       | James P. Clarke (démocrate)          |                        |                                     |                        |
| 62e (1911-1913) | Jefferson Davis (démocrate)            |                       | James P. Clarke (démocrate)          |                        |                                     |                        |
| | John N. Heiskell (en) (démocrate)      |                       | James P. Clarke (démocrate)          | 62e (1913)             |                                     |                        |
| | William M. Kavanaugh (en) (démocrate)  |                       | James P. Clarke (démocrate)          | 62e (1913)             |                                     |                        |
| | Joseph T. Robinson (démocrate)         |                       | James P. Clarke (démocrate)          | 63e (1913-1915)        |                                     |                        |
| 64e (1915-1916) | Joseph T. Robinson (démocrate)         |                       | James P. Clarke (démocrate)          |                        |                                     |                        |
| 64e (1916-1917) | Joseph T. Robinson (démocrate)         |                       | William F. Kirby (en) (démocrate)    |                        |                                     |                        |
| 65e (1917-1919) | Joseph T. Robinson (démocrate)         |                       | William F. Kirby (en) (démocrate)    |                        |                                     |                        |
| 66e (1919-1921) | Joseph T. Robinson (démocrate)         |                       | William F. Kirby (en) (démocrate)    |                        |                                     |                        |
| 67e (1921-1923) | Joseph T. Robinson (démocrate)         |                       | Thaddeus H. Caraway (en) (démocrate) |                        |                                     |                        |
| 68e (1923-1925) | Joseph T. Robinson (démocrate)         |                       | Thaddeus H. Caraway (en) (démocrate) |                        |                                     |                        |
| 69e (1925-1927) | Joseph T. Robinson (démocrate)         |                       | Thaddeus H. Caraway (en) (démocrate) |                        |                                     |                        |
| 70e (1927-1929) | Joseph T. Robinson (démocrate)         |                       | Thaddeus H. Caraway (en) (démocrate) |                        |                                     |                        |
| 71e (1929-1931) | Joseph T. Robinson (démocrate)         |                       | Thaddeus H. Caraway (en) (démocrate) |                        |                                     |                        |
| 72e (1931) | Joseph T. Robinson (démocrate)         |                       | Thaddeus H. Caraway (en) (démocrate) |                        |                                     |                        |
| 72e (1931-1933) | Joseph T. Robinson (démocrate)         |                       | Hattie W. Caraway (en) (démocrate)   |                        |                                     |                        |
| 73e (1933-1935) | Joseph T. Robinson (démocrate)         |                       | Hattie W. Caraway (en) (démocrate)   |                        |                                     |                        |
| 74e (1935-1937) | Joseph T. Robinson (démocrate)         |                       | Hattie W. Caraway (en) (démocrate)   |                        |                                     |                        |
| 75e (1937) | Joseph T. Robinson (démocrate)         |                       | Hattie W. Caraway (en) (démocrate)   |                        |                                     |                        |
| | John E. Miller (en) (démocrate)        |                       | Hattie W. Caraway (en) (démocrate)   | 75e (1937-1939)        |                                     |                        |
| 76e (1939-1941) | John E. Miller (en) (démocrate)        |                       | Hattie W. Caraway (en) (démocrate)   |                        |                                     |                        |
| 77e (1941) | John E. Miller (en) (démocrate)        |                       | Hattie W. Caraway (en) (démocrate)   |                        |                                     |                        |
| | George L. Spencer (en) (démocrate)     |                       | Hattie W. Caraway (en) (démocrate)   | 77e (1941-1943)        |                                     |                        |
| | John L. McClellan (démocrate)          |                       | Hattie W. Caraway (en) (démocrate)   | 78e (1943-1945)        |                                     |                        |
| 79e (1945-1947) | John L. McClellan (démocrate)          |                       | J. William Fulbright (démocrate)     |                        |                                     |                        |
| 80e (1947-1949) | John L. McClellan (démocrate)          |                       | J. William Fulbright (démocrate)     |                        |                                     |                        |
| 81e (1949-1951) | John L. McClellan (démocrate)          |                       | J. William Fulbright (démocrate)     |                        |                                     |                        |
| 82e (1951-1953) | John L. McClellan (démocrate)          |                       | J. William Fulbright (démocrate)     |                        |                                     |                        |
| 83e (1953-1955) | John L. McClellan (démocrate)          |                       | J. William Fulbright (démocrate)     |                        |                                     |                        |
| 84e (1955-1957) | John L. McClellan (démocrate)          |                       | J. William Fulbright (démocrate)     |                        |                                     |                        |
| 85e (1957-1959) | John L. McClellan (démocrate)          |                       | J. William Fulbright (démocrate)     |                        |                                     |                        |
| 86e (1959-1961) | John L. McClellan (démocrate)          |                       | J. William Fulbright (démocrate)     |                        |                                     |                        |
| 87e (1961-1963) | John L. McClellan (démocrate)          |                       | J. William Fulbright (démocrate)     |                        |                                     |                        |
| 88e (1963-1965) | John L. McClellan (démocrate)          |                       | J. William Fulbright (démocrate)     |                        |                                     |                        |
| 89e (1965-1967) | John L. McClellan (démocrate)          |                       | J. William Fulbright (démocrate)     |                        |                                     |                        |
| 90e (1967-1969) | John L. McClellan (démocrate)          |                       | J. William Fulbright (démocrate)     |                        |                                     |                        |
| 91e (1969-1971) | John L. McClellan (démocrate)          |                       | J. William Fulbright (démocrate)     |                        |                                     |                        |
| 92e (1971-1973) | John L. McClellan (démocrate)          |                       | J. William Fulbright (démocrate)     |                        |                                     |                        |
| 93e (1973-1975) | John L. McClellan (démocrate)          |                       | J. William Fulbright (démocrate)     |                        |                                     |                        |
| 94e (1975-1977) | John L. McClellan (démocrate)          |                       | Dale Bumpers (démocrate)             |                        |                                     |                        |
| 95e (1977) | John L. McClellan (démocrate)          |                       | Dale Bumpers (démocrate)             |                        |                                     |                        |
| | Kaneaster Hodges, Jr. (en) (démocrate) |                       | Dale Bumpers (démocrate)             | 95e (1977-1979)        |                                     |                        |
| | David H. Pryor (démocrate)             |                       | Dale Bumpers (démocrate)             | 96e (1979-1981)        |                                     |                        |
| 97e (1981-1983) | David H. Pryor (démocrate)             |                       | Dale Bumpers (démocrate)             |                        |                                     |                        |
| 98e (1983-1985) | David H. Pryor (démocrate)             |                       | Dale Bumpers (démocrate)             |                        |                                     |                        |
| 99e (1985-1987) | David H. Pryor (démocrate)             |                       | Dale Bumpers (démocrate)             |                        |                                     |                        |
| 100e (1987-1989) | David H. Pryor (démocrate)             |                       | Dale Bumpers (démocrate)             |                        |                                     |                        |
| 101e (1989-1991) | David H. Pryor (démocrate)             |                       | Dale Bumpers (démocrate)             |                        |                                     |                        |
| 102e (1991-1993) | David H. Pryor (démocrate)             |                       | Dale Bumpers (démocrate)             |                        |                                     |                        |
| 103e (1993-1995) | David H. Pryor (démocrate)             |                       | Dale Bumpers (démocrate)             |                        |                                     |                        |
| 104e (1995-1997) | David H. Pryor (démocrate)             |                       | Dale Bumpers (démocrate)             |                        |                                     |                        |
| | Tim Hutchinson (républicain)           |                       | Dale Bumpers (démocrate)             | 105e (1997-1999)       |                                     |                        |
| 106e (1999-2001) | Tim Hutchinson (républicain)           |                       | Blanche Lincoln (démocrate)          |                        |                                     |                        |
| 107e (2001-2003) | Tim Hutchinson (républicain)           |                       | Blanche Lincoln (démocrate)          |                        |                                     |                        |
| | Mark Pryor (démocrate)                 |                       | Blanche Lincoln (démocrate)          | 108e (2003-2005)       |                                     |                        |
| 109e (2005-2007) | Mark Pryor (démocrate)                 |                       | Blanche Lincoln (démocrate)          |                        |                                     |                        |
| 110e (2007-2009) | Mark Pryor (démocrate)                 |                       | Blanche Lincoln (démocrate)          |                        |                                     |                        |
| 111e (2009-2011) | Mark Pryor (démocrate)                 |                       | Blanche Lincoln (démocrate)          |                        |                                     |                        |
| 112e (2011-2013) | Mark Pryor (démocrate)                 |                       | John Boozman (républicain)           |                        |                                     |                        |
| 113e (2013-2015) | Mark Pryor (démocrate)                 |                       | John Boozman (républicain)           |                        |                                     |                        |
| | Tom Cotton (républicain)               |                       | John Boozman (républicain)           | 114e (2015-2017)       |                                     |                        |
| 115e (2017-2019) | Tom Cotton (républicain)               |                       | John Boozman (républicain)           |                        |                                     |                        |
| 116e (2019-2021) | Tom Cotton (républicain)               |                       | John Boozman (républicain)           |                        |                                     |                        |
| 117e (2021-2023) | Tom Cotton (républicain)               |                       | John Boozman (républicain)           |                        |                                     |                        |
| 118e (2023-2025) | Tom Cotton (républicain)               |                       | John Boozman (républicain)           |                        |                                     |                        |
| 119e (2025-2027) | Tom Cotton (républicain)               |                       | John Boozman (républicain)           |                        |                                     |                        |